# Fiona Wood
Fiona Melanie Wood, née le 2 février 1958 dans le Yorkshire en Angleterre, est une chirurgienne spécialisée en chirurgie plastique. Elle dirige l’unité des grands brûlés de l’hôpital de Perth (Australie-Occidentale), enseigne la pédiatrie à l’Université d'Australie-Occidentale, et dirige la Fiona Wood Foundation (anciennement la McComb Research Foundation) qu’elle a co-fondé.

## Biographie

### Jeunesse
Fiona Wood est née en Angleterre en 1958. Elle commence ses études de médecine en 1978 au King's College de Londres, il n’y a alors que 12 femmes dans sa promotion. Elle est diplômée en 1981. En 1987, elle immigre en Australie pour suivre son mari Tony Kierath, où elle spécialise en chirurgie plastique.

### Carrière dans la chirurgie plastique
En 1993, Fiona Wood développe aux côtés de Marie Stoner une technologie nommée ReCell ou plus communément « spray on skin ». Cette technique permet une plus rapide rémission des brulures graves. Le système consiste à prélever une petite quantité de la peau saine d’un brulé, afin de l’utiliser pour cultiver de nouvelles cellules en laboratoire, pour finalement les vaporiser sur les brulures. Cette technique est considérée comme une avancée majeure dans le traitement des brûlures.
Fiona Wood fonde une entreprise nommée Clinical Cell Culture pour commercialiser ce produit. Depuis, l'entreprise a été renommée Avita Medical.
En octobre 2002, Fiona Wood dirige l’équipe de médecins qui prend en charge 28 rescapés des Attentats de Bali du 12 octobre 2002. En 2003, Fiona Wood a reçu l’Ordre d’Australie pour son travail avec les victimes des attentats de Bali.

### Famille
Fiona Wood est marié à Tony Kierath, et mère de 6 enfants.